# John Close
John Close (Hollywood, 1º giugno 1921 – Palm Springs, 21 dicembre 1963) è stato un attore statunitense.

## Biografia
Ha recitato in oltre 80 film e in oltre 60 produzioni televisive. Fu accreditato anche con i nomi John V. Close e Johnny Close.

## Filmografia

### Cinema
- Okinawa (Halls of Montezuma) (1950)
- Sui marciapiedi (Where the Sidewalk Ends) (1950)
- Golfo del Messico (The Breaking Point) (1950)
- I'll Get By (1950)
- Korea Patrol (1951)
- Il mio bacio ti perderà (Belle Le Grand) (1951)
- Butterfly americana (Call Me Mister) (1951)
- Follow the Sun (1951)
- La legge del mare (Fighting Coast Guard) (1951)
- Let's Go Navy! (1951)
- The Guy Who Came Back (1951)
- Pelle di rame (Jim Thorpe -- All-American) (1951)
- Ultimatum alla Terra (The Day the Earth Stood Still) (1951)
- La regina dei pirati (Anne of the Indies) (1951)
- Squali d'acciaio (Submarine Command) (1951)
- The Girl on the Bridge (1951)
- Duello nella foresta (Red Skies of Montana) (1952)
- Attente ai marinai! (Sailor Beware) (1952)
- The Pride of St. Louis (1952)
- Lui e lei (Pat and Mike) (1952)
- Matrimoni a sorpresa (We're Not Married!) (1952)
- The Story of Will Rogers (1952)
- You for Me (1952)
- Fearless Fagan (1952)
- Uragano su Yalù (Battle Zone) (1952)
- Immersione rapida (Torpedo Alley) (1952)
- Squilli di primavera (Stars and Stripes Forever) (1952)
- Il prezzo del dovere (Above and Beyond) (1952)
- Fangs of the Arctic (1953)
- Prendeteli vivi o morti (Code Two) (1953)
- The Farmer Takes a Wife (1953)
- Gli uomini preferiscono le bionde (Gentlemen Prefer Blondes) (1953)
- Il grande caldo (The Big Heat) (1953)
- Femmina contesa (Take the High Ground!) (1953)
- Il terrore corre sull'autostrada (Drive a Crooked Road), regia di Richard Quine (1954)
- La morsa si chiude (Loophole) (1954)
- Prigionieri del cielo (The High and the Mighty) (1954)
- Assalto alla terra (Them!) (1954)
- Francis Joins the WACS (1954)
- Pioggia di piombo (Black Tuesday) (1954)
- Tutti in coperta (Hit the Deck) (1955)
- Oltre il destino (Interrupted Melody) (1955)
- Tenebrosa avventura (Finger Man) (1955)
- Casa da gioco (One Desire) (1955)
- Bobby Ware Is Missing (1955)
- Gioventù bruciata (Rebel Without a Cause) (1955)
- Voi assassini (Illegal) (1955)
- Sudden Danger (1955)
- I pionieri dell'Alaska (The Spoilers) (1955)
- Mondo senza fine (World Without End) (1956)
- Calling Homicide (1956)
- Mister X, l'uomo nell'ombra (The Unguarded Moment) (1956)
- Io non sono una spia (Three Brave Men) (1956)
- Chain of Evidence (1957)
- Hold That Hypnotist (1957)
- Il cavaliere della tempesta (The Storm Rider) (1957)
- Footsteps in the Night (1957)
- La mantide omicida (The Deadly Mantis) (1957)
- I rivoltosi di Boston (Johnny Tremain) (1957)
- Beginning of the End (1957)
- Il mostro che sfidò il mondo (The Monster That Challenged the World) (1957)
- The Night the World Exploded (1957)
- L'evaso di san Quintino (House of Numbers) (1957)
- Due gentiluomini attraverso il Giappone (Escapade in Japan) (1957)
- The Power of the Resurrection (1958)
- Outcasts of the City (1958)
- Mare caldo (Run Silent Run Deep) (1958)
- Cole il fuorilegge (Cole Younger, Gunfighter) (1958)
- Tempi brutti per i sergenti (No Time for Sergeants) (1958)
- Street of Darkness (1958)
- Il nudo e il morto (The Naked and the Dead) (1958)
- Step Down to Terror (1958)
- Inferno nel penitenziario (Revolt in the Big House) (1958)
- Al Capone (1959)
- La rapina (The Rebel Set) (1959)
- La moglie sconosciuta (A Private's Affair) (1959)
- Guerra di gangster (The Purple Gang) (1959)
- Pagare o morire (Pay or Die) (1960)
- Il cerchio della violenza (Key Witness) (1960)
- Testa o croce (The George Raft Story) (1961)
- Tre passi dalla sedia elettrica (Convicts 4) (1962)
- Il piede più lungo (The Man from the Diners' Club) (1963)
- The Slime People (1963)

### Televisione
- Front Page Detective – serie TV, un episodio (1951)
- The Bigelow Theatre – serie TV, un episodio (1951)
- I segreti della metropoli (Big Town) – serie TV, 7 episodi (1952-1954)
- Fireside Theatre – serie TV, 6 episodi (1952-1955)
- The Unexpected – serie TV, un episodio (1952)
- Il cavaliere solitario (The Lone Ranger) – serie TV, un episodio (1952)
- Rebound – serie TV, un episodio (1952)
- The Files of Jeffrey Jones – serie TV, un episodio (1952)
- Schlitz Playhouse of Stars – serie TV, 2 episodi (1953-1954)
- Le inchieste di Boston Blackie (Boston Blackie) – serie TV, episodio 2x15 (1953)
- Squadra mobile (Racket Squad) – serie TV, un episodio (1953)
- Your Favorite Story – serie TV, un episodio (1953)
- Public Defender – serie TV, 7 episodi (1954-1955)
- The Lineup – serie TV, 2 episodi (1954-1957)
- General Electric Theater – serie TV, episodio 2x23 (1954)
- Cavalcade of America – serie TV, 2 episodi (1955-1956)
- Treasury Men in Action – serie TV, un episodio (1955)
- The Whistler – serie TV, episodio 1x22 (1955)
- Le avventure di Rin Tin Tin (The Adventures of Rin Tin Tin) – serie TV, un episodio (1955)
- Four Star Playhouse – serie TV, un episodio (1955)
- Studio 57 – serie TV, un episodio (1955)
- Le avventure di Gene Autry (The Gene Autry Show) – serie TV, 2 episodi (1955)
- TV Reader's Digest – serie TV, un episodio (1955)
- Navy Log – serie TV, 4 episodi (1955-1957)
- La pattuglia della strada (Highway Patrol) – serie TV, 2 episodi (1956-1958)
- Le leggendarie imprese di Wyatt Earp (The Life and Legend of Wyatt Earp) – serie TV, 2 episodi (1956-1959)
- Letter to Loretta – serie TV, 2 episodi (1956)
- Cheyenne – serie TV, un episodio (1956)
- Lux Video Theatre – serie TV, un episodio (1956)
- The 20th Century-Fox Hour – serie TV, episodio 2x01 (1956)
- Tombstone Territory – serie TV, 2 episodi (1957-1958)
- Broken Arrow – serie TV, un episodio (1957)
- The Gray Ghost – serie TV, episodio 1x15 (1957)
- Playhouse 90 – serie TV, un episodio (1957)
- Code 3 – serie TV, un episodio (1957)
- Il sergente Preston (Sergeant Preston of the Yukon) – serie TV, un episodio (1957)
- Dragnet – serie TV, 2 episodi (1957)
- Harbor Command – serie TV, episodio 1x10 (1957)
- Official Detective – serie TV, un episodio (1957)
- Avventure in elicottero (Whirlybirds) – serie TV, 2 episodi (1958-1959)
- Bat Masterson – serie TV, 2 episodi (1958-1961)
- The George Burns and Gracie Allen Show – serie TV, un episodio (1958)
- Avventure in fondo al mare (Sea Hunt) – serie TV, un episodio (1958)
- U.S. Marshal – serie TV, un episodio (1958)
- Flight – serie TV, 2 episodi (1958)
- Have Gun - Will Travel – serie TV, 3 episodi (1959-1960)
- Gunsmoke – serie TV, 4 episodi (1959-1962)
- L'uomo ombra (The Thin Man) – serie TV, episodio 2x24 (1959)
- Man Without a Gun – serie TV, un episodio (1959)
- Lock-Up – serie TV, episodio 1x04 (1959)
- Colt.45 – serie TV, un episodio (1959)
- Ai confini della realtà (The Twilight Zone) – serie TV, 2 episodi (1960-1961)
- Gli intoccabili (The Untouchables) – serie TV, 3 episodi (1960-1962)
- Hotel de Paree – serie TV, un episodio (1960)
- Men Into Space – serie TV, episodio 1x21 (1960)
- Alcoa Presents: One Step Beyond – serie TV, un episodio (1960)
- Michael Shayne - serie TV episodio 1x05 (1960)
- The Roaring 20's – serie TV, un episodio (1961)
- Pete and Gladys – serie TV, episodio 1x18 (1961)
- Il carissimo Billy (Leave It to Beaver) – serie TV, un episodio (1961)
- Assignment: Underwater – serie TV, un episodio (1961)
- Perry Mason – serie TV, un episodio (1961)
- Bonanza – serie TV, un episodio (1961)
- Ben Casey – serie TV, un episodio (1962)
- Gli uomini della prateria (Rawhide) – serie TV, episodio 4x25 (1962)
- Dennis the Menace – serie TV, un episodio (1963)